# Евсеевичи (Могилёвская область)
Евсеевичи (бел. Яўсеевічы) — деревня в составе Заволочицкого сельсовета Глусского района Могилёвской области Республики Беларусь.

## Население
- 1999 год — 136 человек
- 2009 год — 74 человека